# Fosforribosilaminoimidazolesuccinocarboxamida
La fosforribosilaminoimidazolesuccinocarboxamida (SAICAR), es un intermediario en la formación de purinas. La conversión de ATP, L- aspartato y 5-aminoimidazol-4-carboxiribonucleótido (CAIR) en 5-aminoimidazol-4-(N-succinilcarboxamida) ribonucleótido, ADP y fosfato mediante la fosforribosilaminoimidazolesuccinocarboxamida sintetasa ( SAICAR sintetasa ) representa el octavo paso de Biosíntesis de novo de nucleótidos de purina. 